# Siergiej Kuźmiczow
Siergiej Fiodorowicz Kuźmiczow (ros. Сергей Фёдорович Кузьмичёв, ur. w październiku 1908 w Siergijew Posadzie, zm. w lipcu 1989 w Moskwie) – funkcjonariusz radzieckich organów bezpieczeństwa, generał major.

## Życiorys
W latach 1932–1947 służył w osobistej ochronie Stalina, 9 lipca 1945 mianowany generałem majorem, w 1947 został szefem Zarządu Ochrony nr 1 MGB. Od 1947 studiował w Wyższej Szkole MGB, później był pełnomocnikiem Rady Ministrów ZSRR ds. kurortów Soczi-Macesta. Od listopada 1949 szef Zarządu Ochrony nr 2 MGB ZSRR, od sierpnia 1950 zastępca szefa Zarządu MGB obwodu briańskiego. 17 stycznia 1953 aresztowany, od stycznia do marca 1953 i ponownie od czerwca 1953 do lutego 1954 poddawany śledztwu, następnie zwolniony i zrehabilitowany. Od 1954 na emeryturze, 1963-1964 zastępca dyrektora gospodarczego Szkoły Pedagogicznej nr 4 w Moskwie.

## Odznaczenia
- Order Lenina (1 czerwca 1951)
- Order Czerwonego Sztandaru (czterokrotnie - 26 kwietnia 1940, 20 września 1943, 16 września 1945 i 30 kwietnia 1946)
- Order Wojny Ojczyźnianej I klasy (dwukrotnie - 24 lutego 1946 i 11 marca 1985)
- Order Czerwonej Gwiazdy (dwukrotnie - 28 sierpnia 1937 i 3 listopada 1944)
- Odznaka "Honorowy Funkcjonariusz Czeki/GPU (XV)" (13 stycznia 1936)
- Odznaka "50 Lat Członkostwa w KPZR" (23 grudnia 1987)

I 11 medali.